# Archonias brassolis
Archonias brassolis is een vlindersoort uit de familie van de Pieridae (witjes), onderfamilie Pierinae.
Archonias brassolis werd in 1776 beschreven door Fabricius.